# Fímbries
Fímbries (en llatí fimbriae, en grec antic θύσανοι, que es podrien traduir per borles o serrells) eren unes decoracions a la tela.
Quan el teixidor havia acabat qualsevol tela deixava els extrems d'uns fils penjants en una fila al final, i això era considerat ornamental. Sovint, per evitar que s'entortolliguessin, es van unir progressivament en grups lligats per nusos, i van esdevenir com una fila de borles. Aquest sistema ja apareix en algunes camises de fil trobades a tombes egípcies i després es troba entre els grecs (descrites per Heròdot) i romans, encara que en aquestos pobles només eren usades per les dones. Segons Plutarc, Lucul·le n'usava, i Suetoni diu que Juli Cèsar portava una túnica de màniga llarga amb fímbries als canells. També s'elaboraven serrells per separat i es cosien a les vores de la roba, normalment fetes amb fil d'or i altres materials de luxe.
Entre els bàrbars els homes usaven roba amb fímbries de serrell, que de vegades entortolligaven formant com una xarxa. Segons Diodor de Sicília el vestit amb campanetes que hi havia posat damunt del fèretre d'Alexandre el Gran era una roba d'aquesta mena.
D'aquest nom deriva l'anomenada fimbriació en vexil·lologia.